# 香川大学の人物一覧
香川大学の人物一覧（かがわだいがくのじんぶついちらん）は、香川大学に関係する人物の一覧記事。

## 本学の教員

### 歴代学長
- 前川忠夫
- 倉田貞美（1970 - 1973）
- 一井眞比古（2005 - 2011）

### 現教員
- 末永慶寛 - 創発科学研究科教授 (研究科長)。海洋工学の第一人者。
- 何森健 - 農学部特任教授。微生物学者。希少糖研究の第一人者。
- 大久保智生 - 教育学部准教授。心理学者。
- 辻上佳輝 - 法学部教授。法学者。
- 若井健司 - 教育学部教授。テノール歌手。
- 山内康伸 - 客員教授、知的財産法学者、弁理士。
- 岡田徹太郎- 経済学部教授、財政学者。
- 沖公祐- 経済学部教授、経済学者。経済理論、経済学史。

### 過去の教員
- 田口寛 - 学芸学部教授。「香川県民歌」を作曲。
- 板倉宏昭 - 地域マネジメント研究科教授。経済学者。

## 旧制時代の出身者

### 旧制高松高等商業学校・高松経済専門学校

#### 政界
- 大平正芳（高松高商を経て東京商大（現一橋大学）卒業） - 第68・69代内閣総理大臣。
- 白石春樹 - 元愛媛県知事。愛媛県議、愛媛県議会議長。

#### 財界
- 小津正次郎 - 元阪神タイガース球団社長兼阪神電鉄専務取締役。
- 大社義規 - 日本ハム創業者・元社長兼会長。日本ハムファイターズ球団初代オーナー。
- 松下秀雄 - オーディオテクニカ創業者・元社長。

#### その他
- 萩原四朗 - 元テイチク取締役文芸部長、作詞家（「錆びたナイフ」「赤いハンカチ」「夕陽の丘」）。
- 橋本勲 - 京都大学名誉教授、マーケティング史学会創立発起人

### 旧制香川師範学校

#### 政界
- 三土忠造（県立香川師範から官立東京高等師範学校卒） - 元文部大臣。内相、蔵相、鉄相、逓相も歴任。

#### その他
- 野田弘（香川県師範学校卒） - 元坂出市教育長。「小川楠一」の筆名で「香川県民歌」を作詞。

## 新制大学以降の出身者

### 経済学部

#### 政界
- 篠原実 - 四国中央市長

#### 財界
- 岩田直樹 - 元りそな銀行社長、一条工務店社長
- 大西淳 - 元四国電力社長、元四国経済連合会会長
- 柿内愼市 - 元トモニホールディングス社長兼CEO、元徳島銀行頭取、大正銀行会長
- 笠井和彦 - 元福岡ソフトバンクホークス社長、元安田信託銀行会長
- 畑佳秀 - 日本ハム社長、北海道日本ハムファイターズオーナー、日本ハンバーグ・ハンバーガー協会[1]副会長
- 真鍋康彦 - 元高松琴平電気鉄道社長、アイル・パートナーズ創業者、元香川日産自動車社長
- 山崎達彦 - 元アストモスエネルギー社長、元日本LPガス協会会長、元日本LPガス団体協議会会長
- 山根良夫 - 元島根銀行頭取

#### 官界
- 福田啓二 - 元駐スロベニア特命全権大使、元イスタンブール総領事、元外務省儀典官
- 上田裕司 - 長崎県副知事、長崎県農業振興公社理事長、長崎県体育協会顧問

#### 学界
- 石井安憲 - 元早稲田大学政治経済学術院教授、元横浜市立大学商学部教授。
- 植木哲 - 元千葉大学法経学部教授、元関西大学法学部教授、弁護士。
- 木崎喜代治 - 元京都大学経済学部教授。
- 河野博忠 - 元筑波大学社会工学系教授、元日本地域学会会長、元日本学術会議会員。
- 近藤文男 - 元京都大学大学院経済学研究科教授。
- 西條辰義 - 元一橋大学経済研究所教授。元大阪大学社会経済研究所教授、元筑波大学社会工学系教授。
- 堺憲一 - 元東京経済大学学長。
- 二宮厚美 - 元神戸大学発達科学部教授。
- 森岡孝二 - 元関西大学経済学部教授、元経済理論学会代表幹事。
- 森實 - 元神戸大学経営学部教授。日経・経済図書文化賞受賞。
- 屋嘉宗彦 - 元法政大学沖縄文化研究所所長。

#### マスコミ
- 上代真希 NHK契約キャスター。
- 田岡咲香 フリーアナウンサー。元中京テレビ放送アナウンサー。2013年4月からNHK BS1の『ワールドスポーツMLB』のキャスター。（2014年7月より産休中）
- 藤田理恵 フリーアナウンサー。元山口朝日放送アナウンサー。
- 八木ひとみ フリーアナウンサー。元山口朝日放送アナウンサー。2017年4月からNHK BS1の『経済フロントライン』のキャスター
- 森夏美 - 岡山放送アナウンサー
- 岡田健太郎 - 中京テレビアナウンサー

### 農学部
- 大賀祥治 - 九州大学大学院農学研究院教授、日本きのこ学会賞
- 水川寿也 - 尺八奏者、作曲家

### 医学部

#### 政界
- 清元秀泰 - 姫路市長、元東北大学大学院医学系研究科教授

#### 官界
- 北窓隆子 - 元厚生労働省関東信越厚生局長、元新潟県副知事

#### 学界
- 岩部美紀 - 代謝内科、東京大学大学院医学系研究科先進代謝病態学講座特任准教授
- 小野和哉 - 精神療法学、精神病理学、聖マリアンナ医科大学病院神経精神科医長・特任教授
- 山下早苗 - 小児看護学、静岡県立大学看護学部教授

### 法学部

#### 学界
- 田淵浩二 - 現九州大学法科大学院教授。元四国ロースクール（香川大学・愛媛大学連合法務研究科）教授、元静岡大学助教授

#### その他
- 釜次智久 - 映画監督、脚本家
- こたけ正義感 - お笑い芸人、弁護士
- 鍋井まき子 - 声優

### 教育学部
- 黒田武彦 - 元兵庫県立西はりま天文台長、文部科学大臣表彰科学技術賞
- 竹内肇 - バリトン歌手、四国二期会名誉顧問

### 工学部
- 森雄一郎-  株式会社FABRIC TOKYO創業者、CEO

### 学部不明

#### スポーツ界
- 木股大輔 - DRAGON GATE所属のプロレスラー

#### その他
- 藤澤翼 - ラジオパーソナリティ（中退）